# RAF Dishforth

i7
i11
i13
Der Militärflugplatz Royal Air Force Station Dishforth (ICAO-Code: EGXD), kurz RAF Dishforth, gelegen in North Yorkshire (England), wurde 1936 als Bomberbasis eröffnet. Im Jahr 1992 wurde die Basis an das britische Army Air Corps übergeben.

## Geschichte
Der Flugplatz wurde im September 1936 fertiggestellt. Ab Januar 1937 rückten die ersten Bomberstaffeln ein, zunächst mit den veralteten Handley Page Heyford, die aber bald durch die schweren Bomber Armstrong Whitworth Whitleys abgelöst wurden. Die Ausstattung des Flugplatzes war besser als üblich, mit gepflasterten Hangars, gemauerten Unterkünften und Messen im Vergleich zu den sonst üblichen Blechhütten.
Im Juni 1942 wurde der Flugplatz an die Royal Canadian Air Force übergeben, die dort Vickers Wellington stationierte und Dishforth von ihr im Januar 1943 als Satelliten-Flugplatz des 1937 eröffneten und 15 Kilometer südöstlich gelegenen Platzes RAF Linton-on-Ouse eingerichtet, der später am 18. Dezember 2020 ganz. geschlossen wurde.

## Nach dem Krieg
Nach dem Ende der Feindseligkeiten in Europa wurde Dishforth an das RAF Transport Command übergeben, das den Platz hauptsächlich zu Trainingszwecken nutzte. Eingesetzt wurden u. a. Avro Ansons, Handley Page Hastings und Vickers Valettas, ebenso eine kleine Gruppe von Douglas DC-3.
Von 1953 bis 1959 dauerhaft stationiert wurde der schwere Transporter Blackburn Beverley.
Ab 1962 wurde der Flugplatz in den so genannten „care and maintenance“-Status versetzt, aber weiterhin als Hilfslandeplatz für Maschinen aus RAF Leeming und Linton-on-Ouse genutzt. Bei Übungen wurden sogar die schweren Bomber des Typs Avro Vulcan in Dishforth eingesetzt.
Im Jahr 1992 wurde die Basis an das britische Army Air Corps übergeben, dem Pendant der deutschen Heeresflieger, nunmehr unter dem Namen „Dishforth Airfield“ weitergeführt. Das Army Air Corps setzte dort Westland Lynx ebenso ein wie AgustaWestland Apache.
Seit Sommer 2016 ist Dishforth Heimat des 6. Regiments des Royal Logistics Corps. Dies Regiment war zuvor der letzte britische Einsatzverband auf dem Flughafen Gütersloh.

## Zwischenfälle
- Am 2. September 1947 entstand an einer Avro York C.1 der Royal Air Force (Luftfahrzeugkennzeichen MW223) während der Landung auf dem Militärflugplatz RAF Dishforth (England) ein Triebwerksbrand. Das Flugzeug brannte vollständig aus. Alle Insassen, Besatzungsmitglieder und Passagiere, überlebten den Unfall.[5][6]

- Am 17. November 1947 kam es bei einer Avro York C.1 der Royal Air Force (MW284) an der RAF Station Dishforth während des Durchstartens mit nur drei laufenden Triebwerken zu einem Strömungsabriss. Die Maschine machte eine Bauchlandung und fing Feuer. Dennoch überlebten alle Insassen.[7]

- Am 2. Oktober 1948 kollidierte eine Handley Page Hastings C.1 der Royal Air Force (TG519) bei einem Anflug mit 3 laufenden Motoren auf den Militärflugplatz RAF Dishforth mit Bäumen. Sie setzte vor der Landebahn auf, wodurch das Fahrwerk abgerissen wurde. Das Flugzeug wurde irreparabel beschädigt. Alle Insassen überlebten den Unfall. Dies war der erste Totalverlust einer Handley Page Hastings.[8][9]

- Am 31. Juli 1950 setzte eine Handley Page Hastings C.1 der Royal Air Force (TG583) bei der Landung auf dem Militärflugplatz RAF Dishforth vor der Landebahn auf und fing Feuer. Alle vier Besatzungsmitglieder, die einzigen Insassen, überlebten den Unfall.[10][11]

- Am 4. Mai 1951 wurde eine Vickers Valetta C.1 der Royal Air Force (VW828) bei einer Nachtlandung auf der Luftwaffenbasis RAF Dishforth zerstört, als sie vor der Landebahn einen Beleuchtungsmast streifte. Alle Insassen überlebten.[12]

- Am 13. September 1955 verloren die Piloten einer Handley Page Hastings C.1 der Royal Air Force (TG584) die Kontrolle über das Flugzeug, als sie versuchten, am Militärflugplatz RAF Dishforth durchzustarten. Alle 5 Insassen wurden getötet.[13][14]

- Am 20. September 1955 wurde eine Vickers Valetta C.1 der Royal Air Force (VW204) bei einem nächtlichen Durchstarten 800 Meter westlich des Militärflugplatzes RAF Dishforth in den Boden geflogen und fing Feuer. Durch diesen CFIT (Controlled flight into terrain) wurden alle Insassen getötet.[15][16]

- Am 27. August 1957 entstand an einer Douglas DC-3/C-47B der britischen Royal Air Force (KN649) ein schwerer Triebwerksbrand, bei dem der Motor schließlich herausbrach und zu Boden fiel. Das Flugzeug stürzte 9 Kilometer südlich des Militärflugplatzes RAF Dishforth ab und ging in Flammen auf. Von den vier Besatzungsmitglieder kamen 3 ums Leben.[17][18]